# Ana Pjatih
Ana Viktorovna Pjatih (rusko Анна Викторовна Пятых), ruska atletinja, * 4. april 1981, Moskva, Sovjetska zveza.
Nastopila je na poletnih olimpijskih igrah v letih 2004 in 2008, obakrat je dosegla osmo mesto v troskoku. Na svetovnih prvenstvih je osvojila bronasti medalji v isti disciplini v letih 2005 in 2009, na svetovnih dvoranskih prvenstvih srebrno medaljo leta 2006 in bronasto leta 2010, na evropskih prvenstvih pa bronasto medaljo leta 2006.